# Beriózovka (Omsk)
Beriózovka (en rus: Берёзовка) és un poble de l'óblast d'Omsk, a Rússia, que en el cens del 2010 tenia 546 habitants. Pertany al districte rural de Mariànovka.